# Anochetus seminiger
Anochetus seminiger är en myrart som beskrevs av Horace Donisthorpe 1943. Anochetus seminiger ingår i släktet Anochetus och familjen myror. Inga underarter finns listade i Catalogue of Life.